# Bert van 't Hoff
Bert van ’t Hoff  (Rotterdam, 28 mei 1900 – Hardenberg, 22 mei 1979) was een Nederlands archivaris.  Hij was telg uit het geslacht Van 't Hoff en de zoon van Lambertus van 't Hoff, arts, en Albertina Wesselina Hennij.  Van 't Hoff trouwde op 15 oktober 1929 met Derkdina Harmsen. Uit dit huwelijk werden 2 dochters geboren. 
In 1908, verliet het gezin Van ‘t Hoff na het overlijden van zijn vader Rotterdam en vestigde zich in Warnsveld. Hij bezocht het gymnasium (B-richting) te Zutphen.  Van eind 1918 tot 1924 studeerde hij rechten aan de Universiteit van Amsterdam.  Door zijn belangstelling voor geschiedenis verkoos hij in 1927 als volontair de opleiding tot hoger archiefambtenaar aan het Algemeen Rijksarchief te volgen.  In juni 1928 behaalde Van 't Hoff zijn archiefdiploma.
Na verschillende onderzoeken volgde in 1929 zijn benoeming tot bibliothecaris van de Stads- of Athenaeumbibliotheek te Deventer  en tot gemeentearchivaris aldaar in 1930. In september 1939 werd hij samen met G.J. Lugard jr. conservator van het stadshistorisch museum De Waag. Van ’t Hoff publiceerde in zijn Deventer periode van 1929 tot 1945, over de geschiedenis van Deventer, zoals de Kroniek der stad Deventer in 1939. Daarnaast publiceerde hij op bibliografisch terrein - samen met Lugard jr. - Honderd jaar Overijsselsche geschiedschrijving in 1935 én op cartografisch gebied over de cartograaf Jacob van Deventer in 1939.
Per 1 januari 1946 werd Van 't Hoff belast met de leiding van de Derde Afdeling van het Algemeen Rijksarchief te ’s-Gravenhage. Het rijksarchivariaat over de archieven van het gewest en de provincie Zuid-Holland  zou hij waarnemen tot aan zijn pensionering in 1965.  Tot na zijn pensionering zou hij op cartografisch terrein blijven publiceren, waardoor hij in binnen- en buitenland als een der voornaamste kenners van de geschiedenis van de Nederlandse cartografie beschouwd werd. Hij publiceerde onder anderen over Jacob van Deventer, Gerard Mercator, Christiaan Sgroten en Joan Blaeu en hun kaartproductie.